# Димитри Шаржевски
Димитри Шаржевски (фр. Dimitri Szarzewski; 26. јануар 1983) професионални је рагбиста и француски репрезентативац, који тренутно игра за Расинг 92. Висок је 180 цм, тежак је 102 кг и игра на позицији број 2 - талонер. У каријери је пре Расинга играо за АС Безиерс Херолт 2002-2005 (57 утакмица, 45 поена), Стад Франс 2005-2012 (131 утакмица, 110 поена). У Расинг је прешао лета 2012. и за овај тим је до сада одиграо 70 утакмица и постигао 25 поена. За репрезентацију Француске је дебитовао против Канаде 10. јула. Са Стад Франсом је освојио титулу првака Француске (2007), а са француском репрезентацијом је 3 пута освојио куп шест нација (2006, 2007 и 2010). Укупно је одиграо 83 тест мечева за Француску и постигао 35 поена. Ожењен је и има два детета.